# Circumvallatielinie ('s-Hertogenbosch)

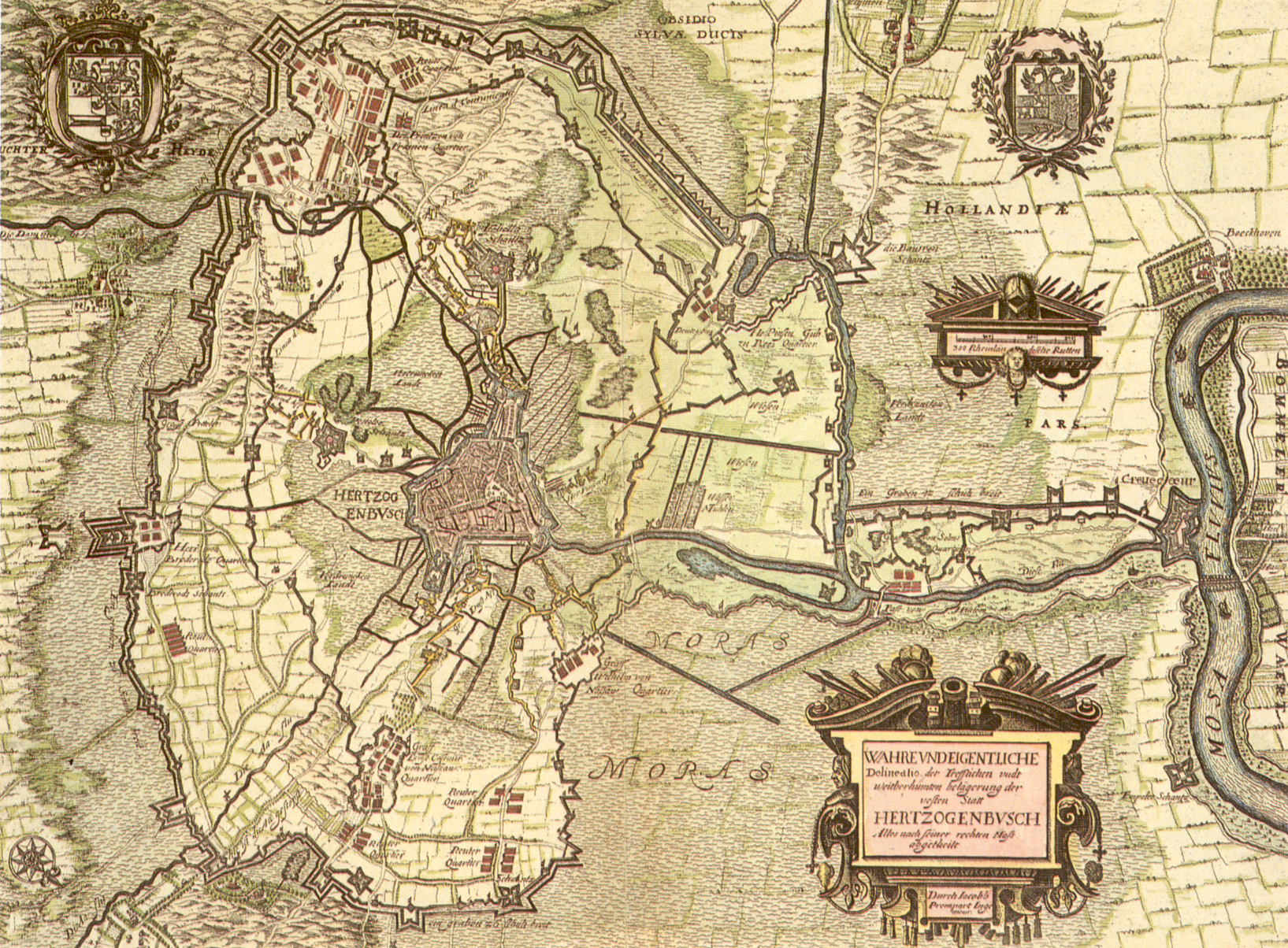
Kaart 's-Hertogenbosch 1629

De circumvallatielinie was een onderdeel van het Beleg van 's-Hertogenbosch. Mede dankzij deze linie is het beleg van 's-Hertogenbosch in 1629 een succes geworden.
Na drie mislukte pogingen van Maurits van Oranje om 's-Hertogenbosch te veroveren, viel prins Frederik Hendrik van Oranje in 1629 de stad aan. Door het water en moeras rondom de stad lukte het Maurits niet om 's-Hertogenbosch in te nemen. Frederik Hendrik pakte het anders aan en liet een circumvallatielinie aanleggen, op anderhalve kilometer van de stad. Dit concept werd eerder succesvol toegepast bij het Beleg van Breda door Ambrogio Spinola. Frederik Hendrik gebruikte het concept ook bij het Beleg van Grol in 1627.
Het landschap in de regio rondom 's-Hertogenbosch ging letterlijk en figuurlijk op de schop. Van drie rivieren werd de loop aangepast, zodat die niet meer naar de stad liepen. De Dommel in het zuiden, en de Aa in het oosten werden omgelegd. In het noorden werd de Dieze omgelegd, zodat er geen water uit de Maas in de richting van de stad kon stromen. Deze rivieren moesten buiten het bereik van de Bosschenaren blijven.
Verder werd er een dijk aangebouwd, die ervoor moest zorgen dat er geen aanvallen van buitenaf gepleegd konden worden. De dijk moest dan op verschillende plaatsen versterkt worden. Daarvoor werd er een aantal forten of schansen aangelegd. De dijk zelf was ongeveer 45 kilometer lang en ongeveer 1,80 meter hoog.
Aan de buitenkant van deze dijk kwamen twee grachten, die als aan- en afvoerroutes fungeerden. Later werden ze de alternatieve rivierbedding. Dit hele werk werd door arbeid van 24.000 soldaten en 10.000 boeren verricht binnen enkele weken.